# Polska Federacja Pokera Sportowego
Polska Federacja Pokera Sportowego (PFPS) - ogólnopolska organizacja sportowa z siedzibą w Warszawie, posiadająca osobowość prawną, założona w 2008 roku, skupiająca pasjonatów gry w  pokera sportowego, będąca jedynym prawnym reprezentantem pokera sportowego w Polsce i jedynym podmiotem reprezentującym Polskę na arenie międzynarodowej w dyscyplinie pokera sportowego; Od 2009 roku, jako jedyna organizacja w Polsce, członek Międzynarodowej Federacji Pokera (IFP). Wydawca kwartalnika „Poker Sportowy”. patron sekcji AZS pokera sportowego w Polsce, organizator i koordynator  Pokerowych Mistrzostw Polski (Polish Poker Championship), Pokerowego Pucharu Polski, Ogólnopolskiej Ligi Pokera Sportowego, Akademickiego Pucharu Zarządu PFPS.

## Historia
Pierwsze zebranie założycielskie odbyło się w połowie października 2008
roku z inicjatywy Michała Wiśniewskiego. Pierwszym prezesem został Paweł Abramczuk. Powstawały wtedy plany, jak pokazać ludziom na czym tak naprawdę
polega Poker Texas Hold’em. Największą przeszkodą, która skrupulatnie odcięła
Federacji możliwości promowania tej gry, w której potrzebne są umiejętności, było
uchwalenie ustawy hazardowej, w nade szybkim tempie, z dnia 19 listopada 2009 roku. Niestety prawodawca zaliczył Texas Hold’em do gier hazardowych, zarzucając, iż owa gra zależy od przypadku, decyduje w niej los i szczęście, a nie
umiejętności zawodników. Trudno jest pogodzić się Polskiej Federacji Pokera
Sportowego z taką interpretacją, wiedząc ile wysiłku trzeba włożyć, aby osiągnąć w
grze odpowiednio wysoki poziom. Od dnia powołania ustawy hazardowej, Federacja
podejmuje liczne działania, mające na celu zmianę zapisu w wyżej wymienionej
ustawie. Obecnie Federacja jest aktywna w sejmie, prowadzi rozmowy z
Ministerstwem Finansów oraz z dnia na dzień zyskuje coraz większe wsparcie wśród osób publicznych. Jednym z najbliższych celów, Polskiej Federacji Pokera Sportowego, jest doprowadzenie do decyzji, aby sportowa odmiana Texas Hold’em,
była traktowana jako sport, analogicznie do brydża, szachów i podobnych gier
wymagających wiedzy, odpowiedniego przygotowania i wielu umiejętności.

## Cele statutowe
Celem PFPS jest rozwijanie kultury i dyscypliny   - Pokera. Uprawianie sportu-poker jest dobrowolne, ma charakter hobbystyczny polegający na rywalizacji sportowej i odbywa się zgodnie z obowiązującymi przepisami. Federacja stwarza wszystkim miłośnikom pokera sportowego warunki ułatwiające uprawianie tej dyscypliny, jako gry mającej charakter rekreacyjny lub kwalifikowany, zgodnie z doktryną organizacyjną: poker-kultura-sport.
PFPS szerzy wiedzę o walorach gry Pokera, krzewi zamiłowanie i nawyki hobbystycznej gry fair i kultury obyczajów, upowszechnia wiedzę o znaczących wynikach sportowych polskich pokerzystów, o historii i  teorii gry w Pokera oraz zasadach gry w pokera.

## Struktura organizacyjna

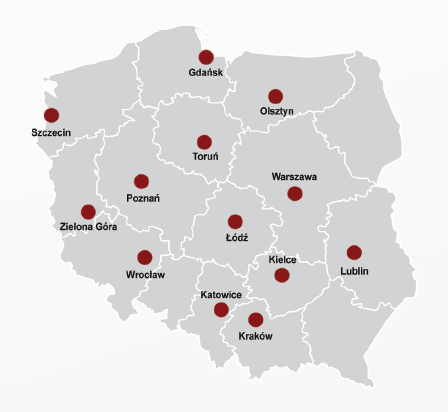
Oddziały regionalne PFPS

PFPS swoim zasięgiem obejmuje cały kraj, działa 13 oddziałów regionalnych, będących jednostkami organizacyjnymi PFPS

Obecne oddziały regionalne PFPS:
- Oddział śląski PFPS
- Oddział małopolski PFPS
- Oddział wielkopolski PFPS
- Oddział kujawsko-pomorski PFPS
- Oddział mazowiecki PFPS
- Oddział pomorski PFPS
- Oddział łódzki PFPS
- Oddział świętokrzyski PFPS
- Oddział lubuski PFPS
- Oddział warmińsko-mazurski PFPS
- Oddział śląski PFPS
- Oddział zachodniopomorski PFPS
- Oddział dolnośląski PFPS

## Władze

### Zarząd
- Paweł Abramczuk - Prezes Zarządu
- Szymon Tokarczyk - Wiceprezes ds. krajowych
- Marek Romański - Wiceprezes ds. międzynarodowych
- Jakub Ryś - Sekretarz
- Ryszard Kłosiński - Członek Zarządu ds. szkolenia
- Łukasz Tomczak - Członek Zarządu ds. promocji
- Przemysław Kazanecki - Członek Zarządu ds. uzależnień

### Komisja rewizyjna
- Michał Terka - Przewodniczący
- Marcin Mamos - Członek komisji
- Artur Filipek- Członek komisji

### Rada Federacji
- Paweł Dulski - przewodniczący
- Paweł Abramczuk
- Ryszard Kłosiński
- Łukasz Tomczak
- Krzysztof Spaliński

### Sąd Koleżeński
- Krzysztof Spaliński – przewodniczący
- Marcin Szczur
- Arkadiusz Olszowy
- Tomasz Hedzielski
- Sebastian Kempa

### Wydział Dyscypliny
- Łukasz Tomczak – przewodniczący
- Michał Judek
- Marek Romański

### Wydział Szkolenia
- Ryszard Kłosiński – przewodniczący
- Marcin Szczur
- Jakub Ryś
- Jan Pruszkowski
- Rafał Pałka

### Rada Sponsorów
- Paweł Dulski – przewodniczący
- Eryk Kłopotowski
- Marcin Kindler

### AZS
- Daniel Ptak
- Adrianna Abramczuk

## Sukcesy reprezentacji Polski w pokera sportowego
2007 – drużynowy Mistrz Świata WCOP
2008 – drużynowy Mistrz Świata amatorów
27-28 listopada 2010  – Austria vs Polska 133:155 (Wiedeń)
25 marca 2011  – Litwa vs Polska 125:163 (Wilno)
9-10 lipca 2011  – Niemcy vs Polska 116:172 (Berlin)
22 października 2011  – Polska vs Austria 157 : 131 (Warszawa)
16-20 listopada 2011  – podczas odbywających się w Londynie, pierwszych oficjalnych Mistrzostwach Świata w pokera sportowego, Mistrz Polski w pokera sportowego Jakub Wiśnicki zajął 29. miejsce na 130 zawodników z całego świata.
21 stycznia 2012  –   Polska vs Niemcy 173:115 (Warszawa)
07-09 grudnia 2012  – podczas odbywających się w Wiedniu, pierwszych oficjalnych kwalifikacjach do Mistrzostw Europy w pokera sportowego, Reprezentacja Polski w pokera sportowego zajęła 4. miejsce  i awansowała do marcowych finałów w Londynie (1-3 marca 2013).